# Adelborst

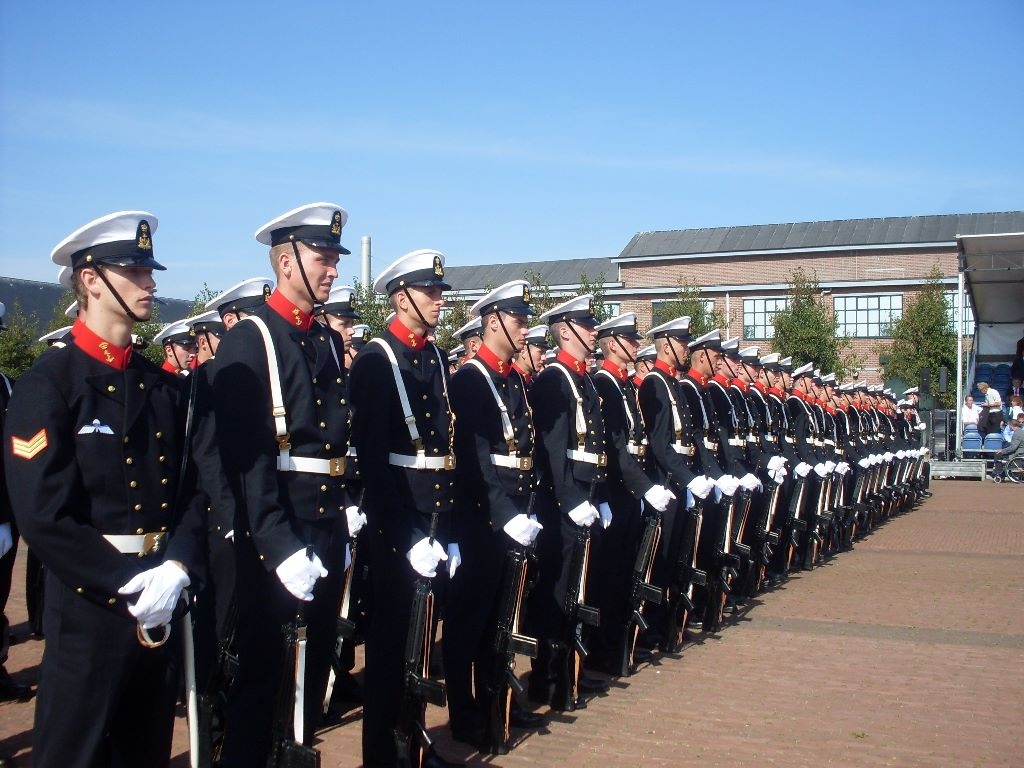
Adelborsten in ceremonieel tenue

Een adelborst is een marineofficier in opleiding aan het Koninklijk Instituut voor de Marine (KIM). Een adelborst is op het KIM onderdeel van het Korps Adelborsten. Bij andere krijgsmachtonderdelen dan de marine heet zo iemand vaker een cadet.
Het woord adelborst is een verbastering van het woord adelbursche of adelburse, dat is edelknaap. De naam stamt nog uit de tijd dat enkel jongens uit families van adel toegelaten werden tot de officiersopleiding. Vanaf 1983 worden er aan het KIM ook vrouwelijke adelborsten toegelaten. De Engelse benaming van deze rang is Midshipman, de Duitse Seekadett en de Russische Mitsjman.
In de 17e eeuw was in Nederland de rang adelborst niet beperkt tot de zeevaart. In het Nederlandse leger verwees de term oorspronkelijk naar een nobele soldaat (cadet, engl. gentleman soldier), maar later een huurling vergelijkbaar met de huidige soldaat van de 1e klasse; hij stond tussen de eenvoudige soldaat en de landspassat (ongeveer 'onderkorporaal'). Zo huwt in 1623 te Vollenhove Jacob Manbach (destijds een adellijke familie) met de vermelding "adelborst onder hopman Stersing".

## Rangonderscheidingstekens
| NAVO rang OR-6 |  |                           |
| Sergeant-Adelborst Aanspreektitel voor manschappen en Onderofficieren: Jonker Aanspreektitel voor Officieren: Sergeant-Adelborst   |  | Na 2 jaar nominale studie |
| NAVO rang OR-4 |  |                           |
| Korporaal-Adelborst Aanspreektitel voor manschappen en Onderofficieren: Jonker Aanspreektitel voor Officieren: Korporaal-Adelborst |  | Na 1 jaar nominale studie |
| NAVO rang OR-2 |  |                           |
| Adelborst Aanspreektitel voor manschappen en Onderofficieren: Jonker Aanspreektitel voor Officieren: Adelborst                     |  | Bij opkomst               |